# Patriotisme soviétique

Drapeau de l'Union des républiques socialistes soviétiques.

Le patriotisme soviétique est le patriotisme socialiste impliquant l'attachement émotionnel et culturel du peuple soviétique à l'Union soviétique en tant que patrie.  Il a également été appelé nationalisme soviétique en raison de la politique souvent assimilationniste de l'Union soviétique, bien que ce nom ait été jugé inexact par certains en raison de la dénonciation par Vladimir Lénine du nationalisme comme "réactionnaire" et d'une création "bourgeoise".

## Manifestation en URSS
Staline a souligné un patriotisme socialiste soviétique centraliste qui parlait d'un "peuple soviétique" collectif et identifiait les Russes comme étant les "frères aînés du peuple soviétique". Pendant la Seconde Guerre mondiale, le patriotisme socialiste soviétique et le nationalisme russe ont fusionné, dépeignant la guerre non seulement comme une lutte des communistes contre les fascistes, mais plutôt comme une lutte pour la survie nationale. Pendant la guerre, les intérêts de l'Union soviétique et de la nation russe ont été présentés comme les mêmes, et en conséquence, le gouvernement de Staline a embrassé les héros et les symboles historiques de la Russie et a établi une alliance de facto avec l'Église orthodoxe russe. La guerre a été décrite par le gouvernement soviétique comme la Grande Guerre patriotique. Après la guerre, cependant, l'utilisation du nationalisme russe a considérablement diminué et l'accent est revenu sur l'idéologie marxiste-léniniste.
Nikita Khrouchtchev a éloigné la politique du gouvernement soviétique de la dépendance de Staline au nationalisme russe.. Khrouchtchev a promu la notion du peuple de l'Union soviétique comme étant un "peuple soviétique" supranational qui est devenu une politique de l'État après 1961. Cela ne signifiait pas que les groupes ethniques individuels perdaient leur identité distincte ou devaient être assimilés, mais favorisaient plutôt une "alliance fraternelle" de nations qui visaient à rendre les différences ethniques non pertinentes. Dans le même temps, l'éducation soviétique mettait l'accent sur une orientation "internationaliste". De nombreux Soviétiques non russes soupçonnaient cette "soviétisation" comme une couverture pour un nouvel épisode de "russification", en particulier parce que l'apprentissage de la langue russe était une partie obligatoire de l'éducation soviétique et parce que le gouvernement soviétique encourageait les Russes de souche à sortir de la Russie.
Les efforts visant à parvenir à un peuple soviétique uni ont été gravement endommagés par les graves problèmes économiques en Union soviétique dans les années 1970 et 1980, ce qui a entraîné une vague d'antisoviétisme chez les non-Russes et les Russes. Mikhaïl Gorbatchev s'est présenté comme un patriote soviétique dédié à la résolution des problèmes économiques et politiques du pays, mais il n'a pas été en mesure de freiner la montée du nationalisme ethnique régional et sectaire, avec la dislocation de l'URSS en 1991.

## Patriotisme socialiste et nationalisme bourgeois
Sous la perspective du communisme international qui était particulièrement forte à l'époque, Lénine séparait le patriotisme en ce qu'il définissait comme un patriotisme prolétarien et socialiste du nationalisme bourgeois. Lénine a promu le droit de toutes les nations à l'autodétermination et le droit à l'unité de tous les travailleurs au sein des nations, mais il a également condamné le chauvinisme et affirmé qu'il y avait des sentiments d'orgueil national justifiés et injustifiés. Lénine a explicitement dénoncé le nationalisme russe conventionnel comme le "chauvinisme grand-russe", et son gouvernement a cherché à accueillir les multiples groupes ethniques du pays en créant des républiques et des unités sous-républiques pour fournir aux groupes ethniques non russes une autonomie et une protection contre la domination russe. Lénine a également cherché à équilibrer la représentation ethnique des dirigeants du pays en promouvant des responsables non russes au sein du Parti communiste pour contrer la grande présence des Russes dans le parti. Cependant, même à cette première période, le gouvernement soviétique a parfois fait appel au nationalisme russe lorsqu'il avait besoin de soutien - en particulier sur les zones frontalières soviétiques dans les premières années de l'Union soviétique.

## Patriotisme soviétique contemporain
Dans la Russie moderne, on dit souvent que le Parti communiste de la fédération de Russie suit l'idéologie du patriotisme soviétique.